# Carlo Messina
Carlo Messina (Roma, 6 aprile 1962) è un banchiere e dirigente d'azienda italiano, consigliere delegato e CEO di Intesa Sanpaolo dal settembre 2013.

## Biografia
Laureato in Economia e Commercio presso l'Università LUISS Guido Carli di Roma nel 1987, Carlo Messina ha iniziato la sua carriera nel 1987 in Banca Nazionale del Lavoro come Funzionario Responsabile dell'Ufficio Corporate Finance – Servizio Mercati Primari e Finanza d’Impresa.
Nel 1996 ha assunto in Banco Ambrosiano Veneto l'incarico di Funzionario Responsabile dell'Ufficio Pianificazione, divenendo nel 1997 Dirigente Responsabile del Servizio Pianificazione. In Banca Intesa, dal 1998 è Dirigente Responsabile del Servizio Pianificazione e Studi Bancari e, successivamente, nel 2001 Direttore Centrale Responsabile della Direzione Controllo Direzionale in Intesa BCI – configurazione intermedia di quella che sarebbe poi nel 2003 diventata Banca Intesa – e nel 2002 Direttore Centrale Responsabile della Direzione Pianificazione e Controllo.

### Intesa Sanpaolo
In Intesa Sanpaolo dal 2007, ha ricoperto per un anno il ruolo di Direttore Centrale Responsabile Area Governo del Valore, divenendo nel 2008 amministratore delegato e quattro anni dopo anche Direttore Generale.
Nell'arco di un anno, nel 2013, ha assunto le cariche di direttore generale, responsabile della Divisione Banca dei Territori, consigliere delegato e CEO nel Consiglio di Gestione. Fino ad aprile 2016 infatti Intesa Sanpaolo ha adottato un modello di governance duale, costituito da un Consiglio di Gestione e un Consiglio di Sorveglianza. Successivamente la banca è passata a un sistema monistico nell'ambito del quale Carlo Messina ricopre le cariche di consigliere delegato, Amministratore delegato nel consiglio di amministrazione e di direttore generale. Il giorno 18 febbraio 2020 annuncia l'operazione di offerta pubblica di scambio nei confronti di UBI Banca.

## Docenze
Ha insegnato Economia degli Intermediari Finanziari presso la Luiss Business School e Finanza Aziendale presso l'Università di Ancona (dal 2003 Università Politecnica delle Marche).

## Altre cariche ricoperte
È membro del Comitato Esecutivo dell'ABI, Consigliere dell'Università Bocconi da novembre 2014, Visiting Fellow presso la Oxford University.

## Riconoscimenti
- Premio “Guido Carli” come banchiere dell'anno (2015) - Milano Finanza Global Awards[13]
- Executive Master in Finance Honoris Causa (2016) - CUOA Business School[14]
- Corporate Social Responsibility Award (2017) - Foreign Policy Association[15]
- Premio Guido Carli (2018) - Fondazione Guido Carli[16][17]